# Callitris roei
Callitris roei är en cypressväxtart som först beskrevs av Stephan Ladislaus Endlicher, och fick sitt nu gällande namn av Ferdinand von Mueller. Callitris roei ingår i släktet Callitris och familjen cypressväxter. IUCN kategoriserar arten globalt som sårbar. Inga underarter finns listade i Catalogue of Life.